# Sainte-Croix, Tarn
Sainte-Croix är en kommun i departementet Tarn i regionen Occitanien i södra Frankrike. Kommunen ligger i kantonen Albi-Nord-Ouest som tillhör arrondissementet Albi. År 2022 hade Sainte-Croix 423 invånare.

## Befolkningsutveckling
Antalet invånare i kommunen Sainte-Croix
| Referens: INSEE |